# Asfour
Asfour (em árabe: عصفور) é uma cidade e comuna localizada na província de El Tarf, Argélia. Segundo o censo de 2008, a população total da cidade era de 11 447 habitantes.